# Montclar (Catalogne)
Pour les articles homonymes, voir Montclar.
Montclar est une commune d'Espagne dans la communauté autonome de Catalogne, province de Barcelone, de la comarque de Berguedà